# Эвансвилл (Аляска)
Эвансвилл (англ. Evansville) — статистически обособленная местность в зоне переписи населения Юкон-Коюкук, штат Аляска, США.

## География
По данным Бюро переписи населения США статистически обособленная местность Эвансвилла имеет общую площадь в 58,02 км², из которых 57,5 км² занимает земля и 0,52 км² — открытые водные пространства. Площадь водных ресурсов местности составляет 0,9 % от всей её площади.
Находится на берегу реки Коюкук, в стороне от трансаляскинского шоссе. Местность расположена на южном склоне хребта Брукса, который защищает её территорию от воздействия низких температур моря Бофорта.

## Демография
По данным переписи населения 2000 года в Эвансвилле проживало 28 человек, 6 семей, насчитывалось 12 домашних хозяйств и 30 жилых домов. Средняя плотность населения составляла около человек на один квадратный километр. Расовый состав Эвансвилла по данным переписи распределился следующим образом: 46,43 % белых, 50,00 % — коренных американцев, 3,57 % — представителей смешанных рас.
Из 12 домашних хозяйств в 25,0 % — воспитывали детей в возрасте до 18 лет, 41,7 % представляли собой совместно проживающие супружеские пары, в 8,3 % семей женщины проживали без мужей, 50,0 % не имели семей. 33,3 % от общего числа семей на момент переписи жили самостоятельно, при этом 16,7 % составили одинокие пожилые люди в возрасте 65 лет и старше. Средний размер домашнего хозяйства составил 2,33 человек, а средний размер семьи — 3,33 человек.
Население статистически обособленной местности по возрастному диапазону по данным переписи 2000 года распределилось следующим образом: 28,6 % — жители младше 18 лет, 7,1 % — между 18 и 24 годами, 25,0 % — от 25 до 44 лет, 14,3 % — от 45 до 64 лет и 25,0 % — в возрасте 65 лет и старше. Средний возраст жителей составил 34 года. На каждые 100 женщин в Эвансвилле приходилось 115,4 мужчин, при этом на каждые сто женщин 18 лет и старше приходилось 100,0 мужчин также старше 18 лет.
Средний доход на одно домашнее хозяйство в статистически обособленной местности составил 53 750 долларов США, а средний доход на одну семью — 54 583 доллара. При этом мужчины имели средний доход в 30 833 доллара США в год против 0 долларов среднегодового дохода у женщин. Доход на душу населения в статистически обособленной местности составил 15 746 долларов в год. Все семьи Эвансвилл имели доход, превышающий уровень бедности, 4,3 % от всей численности населения находилось на момент переписи населения за чертой бедности, при том все жители младше 18 и старше 65 лет имели совокупный доход, превышающий прожиточный минимум.